# Hasan Lütfî Şuşud
Hasan Lütfi Şuşud (geboren 1902 in Izmir, Anatolien; gest. 1988), auch in der Schreibung Hasan Lutfi Schuschud, war ein türkischer Sufimeister, der durch sein Werk zur Dynastie der Khojas, der Sufi-Meister Zentralasiens in der islamischen Mystik hervorgetreten ist.

## Leben und Wirken
Hasan Lütfi Şuşud wurde 1902 in Izmir geboren. Zeit seines Lebens arbeitete er als Staatsangestellter. Er war Französischlehrer in Balıkesir und später Angestellter im Finanzministerium. Im Westen bekannt geworden ist er als spiritueller Führer von Gurdjieffs Schüler John G. Bennett (1897–1974). Basierend auf Informationen des Sufimeisters aus Istanbul schrieb Bennett sein letztes Buch, The Masters of Wisdom (1977), das postum veröffentlicht wurde. Şuşuds Buch İslâm tasavvufunda hâcegân hânedânı  erschien auf Englisch unter dem Titel Masters of Wisdom of Central Asia. Er starb 1988. Die Orientalistin Annemarie Schimmel schildert ihre Begegnung mit ihm in ihrer Autobiographie.

## Werke (Auswahl)
- Hasan Lutfi Shushud: Masters of Wisdom of Central Asia. 2014, ISBN 978-1-62055-361-9
- Hasan Lütfi Şusud: Fakir Sözleri. 1958.